# نينا سوبلاتي
نينو سولابيريدز (جورجية: ნინო სულაბერიძე) المعروفة فنياً باسم نينا سوبلاتي (الجورجية: ნინა სუბლატი; ولدت في 31 كانون الثاني يناير 1995) مغنية وكاتبة وعارضة أزياء جورجية حققت سوبلاتي اهتماما عالمياً عندما مثلت جورجيا في مسابقة الأغنية الأوروبية 2015 مع أغنيتها "واريور"، حيث نالت 11 مع 51 نقطة. فازت سوبلاتي بموسم 2013 من النسخة الجورجية من برنامج آيدولز. في عام 2016، أصبحت واحدة من حكام برنامج إكس فاكتور جورجيا، وأصبحت لاحقًا قاضية في النسخة الجورجية من برنامج آيدولز.

## مسيرتها المهنية

### بدايتها الفنية
وُلدت سوبلاتي لأبوين جورجيين في موسكو، روسيا، في 31 يناير 1995. اسمها عند الولادة نينو سولابريدزي. بعد ولادتها بفترة وجيزة، عادت عائلتها إلى جورجيا. عاشت سوبلاتي أيضًا في ريغا، لاتفيا، لفترة من طفولتها، حصلت سوبلاتي في عام 2008 على عقد من وكالة عارضات أزياء وبدأت العمل في هذا المجال. في أوائل عام 2009، تواصل معها كشافو أزياء ووكالة عارضات أزياء للعمل كعارضة أزياء لأشهر المجلات. خلال مسيرتها المهنية، قدمت سوبلاتي عروضًا في جميع أنحاء جورجيا وعملت مع فرق موسيقية مثل ذا مينز. في عام 2011، بدأت سوبلاتي العمل مع استوديو دريم الجورجي، وهو دار موسيقى مؤثرة حيث عملت مع المغنية بيرا إيفانشفيلي.

### جورجيان آيدول و"دير تو بي نينا سوبلاتي
في عام 2014، فازت سوبلاتي ببرنامج "جورجيان آيدول"، النسخة الجورجية من برنامج "آيدولز". في العام التالي، أصدرت ألبومها الأول "دير تو بي نينا سوبلاتي" الذي أصبح الألبوم الأكثر مبيعًا في جورجيا على الإطلاق. خمس من أغاني الألبوم عبارة عن نسخ مُعاد إنتاجها لأغانٍ شهيرة، منها أغنيتان غنتهما سوبلاتي في ألبوم "ساكارتفيلوس فارسكفلافي"؛ "بلو جينز" للفنانة لانا ديل راي و"أنينفيتيد" للفنانة ألانيس موريسيت.

## روابط خارجية
- نينا سوبلاتي على موقع ميوزك برينز (الإنجليزية)
- نينا سوبلاتي على موقع ديسكوغز (الإنجليزية)